# Depending on the Distance
Depending on the Distance ist das elfte Studioalbum des US-amerikanischen Country- und Folkmusikers Jimmy LaFave, das er im Oktober 2012 veröffentlichte.

## Titelliste
1. Clear Blue Sky – 4:25
2. Missing You – 3:53
3. Red River Shore – 9:37
4. Living In Your Light – 4:47
5. Vanished – 4:01
6. Land Of Hope And Dreams – 4:30
7. It Just Is Not Right – 4:14
8. Red Dirt Night – 3:15
9. I'll Remember You – 5:51
10. Bring Back The Trains – 3:06
11. Tomorrow Is A Long Time – 5:23
12. Talk To Me – 2:59
13. A Place I Have Left Behind – 4:21

## Hintergrund
Wie auch schon in seinen vorherigen Werken, coverte LaFave auch für Depending on the Distance mehrere Stücke seiner Vorbilder wie Bob Dylan, Bruce Springsteen oder John Waite. Das Album beinhaltet unter anderem Waites Hit Missing You und bekannte Dylan-Songs wie Tomorrow Is A Long Time, aber auch acht Songs, die LaFave selbst schrieb.
Stilistisch wurde das Album zwischen Folk und Country-Musik eingeordnet. Es enthielt zudem Einflüsse von Southern Rock und Rootsmusik. Wie in seinen früheren Werken waren auf seiner neuen CD viele Balladen zu hören, auch wenn ebenfalls einige Rocksongs enthalten waren.
Das Album erschien am 8. Oktober 2012 bei Music Road Records auf CD. Es folgte auf sein fünf Jahre zuvor veröffentlichtes letztes Studioalbum Cimarron Manifesto sowie sein Kompilationsalbum Favorite's.

## Rezeption
Martin Chilton vom Daily Telegraph vergab drei von möglichen fünf Sternen für die CD. Er lobte vor allem LaFaves eigene Lieder, die er als authentische Rootsmusik beschrieb. Von der Webseite Allmusic wurde das Album sehr gelobt. Der Autor hob zum einen die Qualität der Interpretationen fremder Songs hervor, zum anderen auch LaFaves eigene Songs. Er bezeichnete ihn zudem als einen der besten Americana-Interpreten, der bei der breiten Masse keine große Bekanntheit erlangt hat.